# Lagoinha do Piauí
Lagoinha do Piauí est une municipalité brésilienne située dans l'État du Piauí.